# Erik Demaine

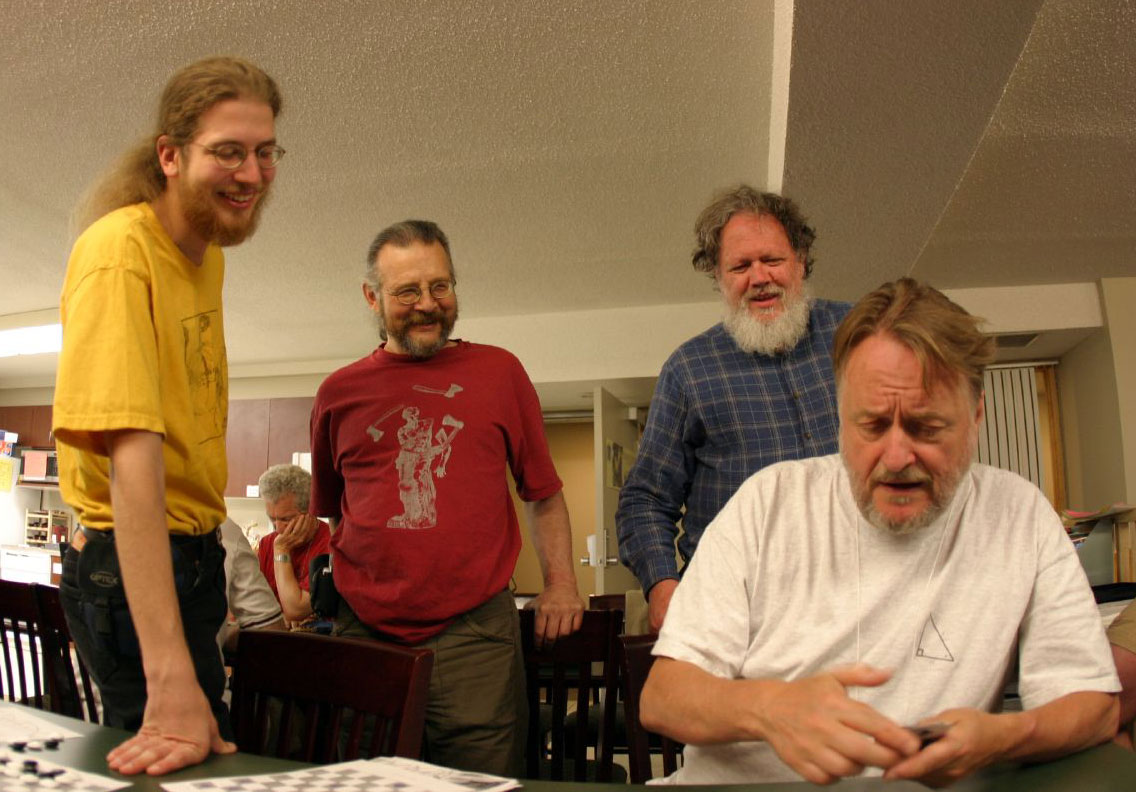
Erik Demaine (links), Martin Demaine (Mitte), und Bill Spight (rechts) sehen John Horton Conway bei einem Kartentrick zu (2005)

Erik Duncan Demaine (* 28. Februar 1981 in Halifax (Nova Scotia)) ist ein Mathematiker, Informatiker und Künstler.
Er besitzt die kanadische und amerikanische Staatsbürgerschaft. Seit 2001 ist er Professor am Massachusetts Institute of Technology in Cambridge, Massachusetts. Sein Arbeitsgebiet umfasst unter anderem Mathematisches Origami, Datenstrukturen und Algorithmische Geometrie.

## Wissenschaftliche Laufbahn
Als Kind bekam Erik Hausunterricht von seinem Vater Martin L. Demaine (* 1942), der ebenfalls Mathematiker und Künstler ist. Er besuchte von 1993 bis 1995 die Dalhousie University in Kanada, wo er im Alter von 14 Jahren einen Abschluss als Bachelor of Science erlangte. Von 1995 bis 2001 besuchte er die Universität von Waterloo. Er erhielt dort 1996 einen Abschluss als Master of Mathematics und promovierte 2001 im Alter von 20 Jahren.
Nach seiner Promotion wurde Erik Demaine 2001 Professor am Massachusetts Institute of Technology (MIT), wo er seitdem Mitglied im MIT Computer Science and Artificial Intelligence Laboratory ist. Er ist der jüngste Professor, der am MIT berufen wurde.
Erik Demaine ist in erster Linie bekannt für seine Arbeiten auf dem Gebiet des mathematischen Origami. Er arbeitet aber auch auf den Gebieten der Algorithmen und Datenstrukturen, der algorithmischen Geometrie, und der Graphentheorie.
Einige seiner bekanntesten Resultate sind:
- Jede Gelenkkette in der Ebene kann überschneidungsfrei zu einer geraden Strecke entfaltet werden (Zollstockproblem) (mit Robert Connelly und Günter Rote).[2]
- Jedes Polygon kann nach einer entsprechenden Faltung eines Blattes Papiers mit einem geraden Schnitt ausgeschnitten werden (Fold-and-Cut Problem).[3]
- Der verallgemeinerte {\displaystyle n\times n\times n} Zauberwürfel kann in {\displaystyle \Theta (n^{2}/\log n)} Zügen gelöst werden (mit Martin L. Demaine, Sarah Eisenstat, Anna Lubiw, und Andrew Winslow).[4]

## Künstlerisches Schaffen
Zusammen mit seinem Vater Martin Demaine entwarf Erik Demaine Papierskulpturen, welche 2008 Teil der Ausstellung „Design and the Elastic Mind“ am Museum of Modern Art (MoMA) in New York waren. Die dort gezeigten Exponate wurden in die ständige Sammlung des MoMAs übernommen.

## Preise und Auszeichnungen
- 2003 Kanadische Governor General’s Gold Medal von der Universität von Waterloo und den NSERC Doctoral Prize (für seine Dissertation)
- 2003 Stipendium der MacArthur-Stiftung (MacArthur Fellowship)
- 2013 Presburger Award für junge Wissenschaftler von der European Association for Theoretical Computer Science (EATCS)[6]
- 2013 Stipendium der Guggenheim Memorial Foundation[7]
- 2016 Fellow der Association for Computing Machinery

## Sonstiges
Im Dokumentarfilm Between the Folds tritt Erik Demaine neben 14 anderen Origami-Künstlern auf.